# Southwest Chief (Amtrak)
Le Southwest Chief est un train de voyageurs des États-Unis qui relie Chicago à Los Angeles.

## Histoire
Le Soutwest Chief est le successeur du Chief et de l'El Capitan exploité par Atchison, Topeka and Santa Fe Railway. Cette dernière, invoquant une baisse dans la qualité du service voyageurs, contraignit en 1974 Amtrak à débaptiser le Southwest Chief qui devint désormais le Southwest Limited. En 1984 il redevient le Southwest Chief.

## Caractéristiques
Le train est composé de deux locomotives GE Genesis, d'une voiture-détente, de deux voiture-lits type Superliner, d'un wagon à bagages, de trois voitures passagers type Superliner, d'une voiture restaurant, d'une voiture panorama-promenoir.

## Exploitation
Le Southwest Chief circule tous les jours et le voyage dure 42 heures.

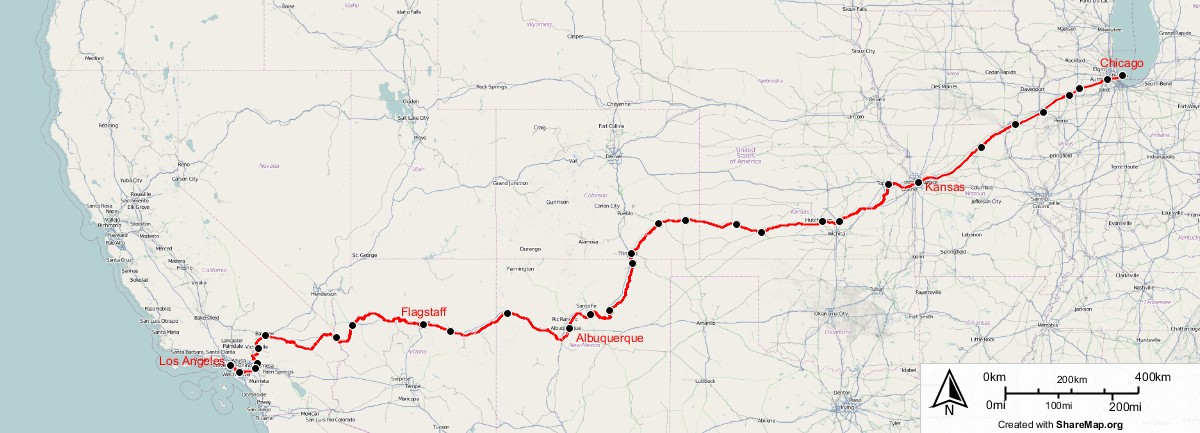
Carte du Southwest Chief